# Xian de Sêrxü
Le xian de Sêrxü (石渠县 ; pinyin : Shíqú Xiàn) est un district administratif de la province du Sichuan en Chine. Il est placé sous la juridiction de la préfecture autonome tibétaine de Garzê.

## Géographie
Le comté est situé à l'extrême nord de la province du Sichuan, entre le district de Derge et la province du Qinghai (Dont une partie est parfois appelée Amdo par des Tibétains).
La superficie est supérieure à 25 000 km2 et elle est principalement recouverte de prairies nomades. L'altitude moyenne est de 4200 mètres.
Sershul (en chinois, Shiqu, Serxi) est l'un des 18 districts de la Préfecture Autonome de Garze, à l'extrême nord-ouest de la province du Sichuan.
Le district contient notamment les villages suivants : Ariksar, Bumsar, Dezhongma, Dzagyel, Gemang, Junyung, Jowo, Kabshi, Kilung, Changma, Kyewu, Monastère de Sershul, Ville de Sershul, Tseboum Soumdo, Ombo, Washu, Wathul.
Le district de Sershul abrite plusieurs monastères, dont ceux de : Ju Mohar, Sershul Gompa, Gemang, Dzagyel, Changma, Kabshi et Jowo.

## Histoire

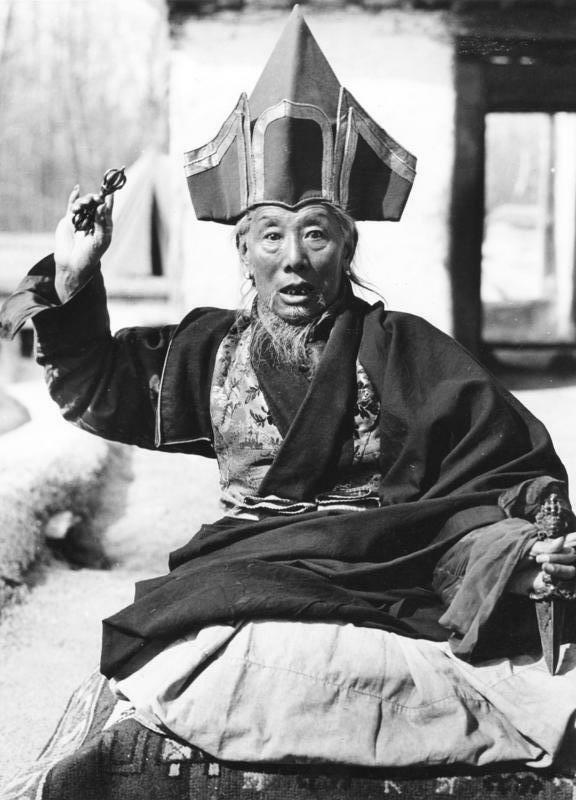
Tusi de Lingtsang

Il fut autrefois l'emplacement du Tusi de Lingtsang (林葱土司).
Tenzin Nyima, un moine de 19 ans du monastère de Dza Wonpo est mort à la suite de tortures en prison pour avoir protester après une campagne des autorités demandant aux nomades réinstallés de force de louer publiquement le programme gouvernemental de « réduction de la pauvreté ».

## Démographie
La population du district était de 62 408 habitants en 1999.
On recense environ 52 660 nomades dans le district, soit 77,6 % de la population.

## Santé
Espérance de vie en raison du climat de hauts plateaux : entre 50 et 61 ans (www.unescap.org, etc.) selon régions et populations
Moyenne nationale Chine : 71 ans (www.popline.org)
Mortalité maternelle : 30 ‰ (www.directrelief.org)
Mortalité infantile : 92 ‰ (Lancet 2004; 364: 1009)

« La mortalité infantile est encore à 53 pour 1000 naissances viables, et la mortalité maternelle est de plus de 400 pour 100 000 naissances viables, ce qui est plus de 8 fois plus élevé que la moyenne nationale (chinoise).
La majorité des femmes en zone rurale ont perdu un ou plusieurs enfants dans leur vie, et approximativement 1 nouveau-né sur 6 ou 10 meurt durant le premier mois de sa vie. »

— Mme Carol Bellamy, Directrice Exécutive de l'UNICEF, 31 août 2004

## Économie
Revenu annuel par habitant (populations rurales) : 117 USD (www.cecc.gov (Congrès US))
Population sous le seuil de pauvreté absolue : 78 % (source : www.tchrd.org)

## Éducation
10 écoles primaires existent dans le district.